# Hermann Nesselträger
Hermann Nesselträger (* 15. Dezember 1870 in Hanau; † 21. Februar 1932 in München) war ein deutscher Theater- und Stummfilmschauspieler.

## Leben
Nesselträger spielte zunächst Theater, z. B. 1902/03 am Kaiserl. subv. Stadt-Theater zu Bromberg in der Aufführung von Franz von Schönthans und Frh. v. Schlichts Lustspiel in drei Akten Im Bunten Rock (Rolle: „Paul von Gollwitz“, Assessor a. D., neben Ida Wüst) und 1905/06 am Großherzoglichen Hoftheater Karlsruhe in der Aufführung des gleichen Stückes, jedoch als „Soldat Jaenicke“,.
In den Personalakten des Großherzoglichen Hoftheaters ist er von 1905 bis 1909 nachweisbar.
Zum Film kam Nesselträger erst nach dem Weltkrieg; Filme mit ihm sind von 1919 bis 1929 belegt. In den Jahren zwischen 1920 und 1925 wirkte er in verschiedenen Rollen bei mehreren Stuart Webbs-Detektivfilmen von Ernst Reicher mit. Seine vielleicht interessanteste Rolle vor der Kamera aber, den Bildhauer Magnussen, spielte er 1919 unter der Regie von Paul Otto in der ersten bekannten Kino-Adaption des Wedekindschen Erdgeist-Stoffes, die mit dem nur wenig veränderten Titel Erdgift bei den Vera-Filmwerken in Hamburg entstand.
Zuletzt blieb Hermann Nesselträger weitgehend beschäftigungslos. Nesselträger schied im Februar 1932 durch die eigene Hand aus dem Leben.

## Filmografie
- 1919: Erdgift
- 1920: George Bully und Stuart Webbs (Stuart Webbs-Film)
- 1920: Durch alle Höllen
- 1921: Die Faust des Schicksals
- 1921: Der große Chef (Stuart Webbs-Film)
- 1925: Das Geheimnis einer Stunde (Stuart Webbs-Film)
- 1925: Das Geheimnis auf Schloß Elmshöh (Stuart Webbs-Film)
- 1929: Bruder Bernhard